# Duda Utara
Duda Utara is een bestuurslaag in het regentschap Karangasem van de provincie Bali, Indonesië. Duda Utara telt 5789 inwoners (volkstelling 2010).